# 年

年

年（ねん、とし、英: year）は、時間の単位の一つであり、春・夏・秋・冬、あるいは雨季・乾季という季節のめぐりが1年である。元来は春分点を基準に太陽が天球を一巡する周期であり、平均して約365.242 189日（2015年時点）である（太陽年）。
1年の長さを暦によって定義する方法が暦法であり、現在世界各国で用いられるグレゴリオ暦（現行暦）では、1年を365日とするが、1年を366日とする閏年を400年間に97回設けることによって、1年の平均日数を365.2425日とする。
なお、天文学における時間の計量の単位としての「年」には通常、ユリウス年を用いる。ユリウス年は正確に31 557 600秒＝365.25 d（d = 86 400秒）である（後述）。
年は、時刻を表示する区分であり、また、年数を表す単位ともなる。これは英語 の year も同様で、「4 years old」（4歳）や「per year」（1年あたり）という時間を表すとともに、「year 1950」（1950年）や「the years of 」（-の年・-の時代）というように特定の時刻を示す際にも使われる。
暦法に従い時刻の「年」を表す方法が紀年法であり、キリスト紀元（西暦）をはじめとするさまざまな紀年法が使用されている（後述）。

## 概念
「年」は天文学においては、ユリウス年以外は、計量的な用途には馴染まない。その理由は、たとえば、現行のグレゴリオ暦では、閏年があるために、1年が365日または366日となって日数（または秒数）が一定ではないためである。さらに地球の自転と時刻を合わせるために閏秒による補正も行われているからである。
天文学で用いるユリウス年は、正確に365.25 日（ユリウス暦における1年の日数）であり、したがって正確に31 557 600 秒（ = 3600 秒 × 24 時間 × 365.25 日）である。
年は、時間を示すおおまかな単位としては一般に認められている。これは人間を取り巻く環境や生活がもたらす周期性を重視し、それから受ける感覚を尊重していることに由来する。このような累積する時間（秒）と繰り返す時間（年）の共存は、単位の柔軟性と多様性を示す一例に当たる。

## 語源
日本語で「とし」とは、「稲」や穀物を語源とし、1年周期で稲作を行なっていたため「年」の意味で使われるようになったという。

## 字源
漢字の「年」は、音を表す「人」と意味を示す「禾」からなる形声文字で、後に「人」が「千」に変化して「年（秊）」の字体となった。「みのり」を意味する単語を表記する文字で、これを「とし」を指す単語に当てるのは仮借による。
なお、この「人」に「くっつく、粘る」といった意味が含まれていると説明されることがあるが、根拠のない憶測に基づく誤った解釈である。実際には「人」という文字は単独では「くっつく、粘る」ではなく「人間」を意味し、またここでは上記のように形声文字の音符として機能している。
「年」は現代の字典での部首としては干部に所属するが、字源的に「干」とは関係がなく、「禾」と「人」あるいは「千」から成っていた（秂・秊）のが楷書に至る過程での字形の変化により「年」となってもはや字源的な構成要素が原型をとどめておらず、やむを得ず楷書の字形から便宜的に干部に所属させているだけのことである。

## 天文学的な年

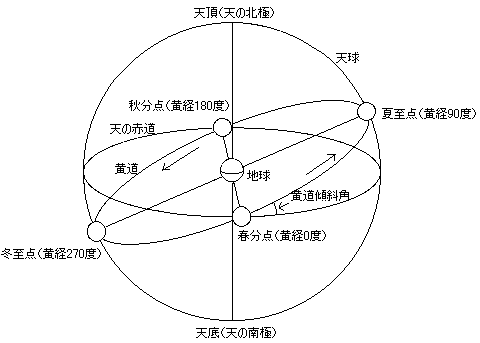
地球から見た天の赤道と黄道の傾きが季節の循環を生じる。

赤道傾斜角

### 定義
地球上で生活する上で、1年の長さとは春夏秋冬という季節が一巡する期間を指す。そしてこれは、地上から見た太陽の高さと日照時間の変化でもたらされる。太陽を公転する地球の自転軸（地軸）が公転面に対して約23.44度傾いているため、太陽は天の赤道から約23.44度傾いた黄道を通っている。春分と秋分の際に天の赤道と黄道は重なるが、夏には天の赤道よりも最大約23.44度高い位置を太陽が通り、冬には逆に最大約23.44度低い位置を通る。これに伴い日照時間も変化し、昼夜は春分と秋分ではほぼ同じ、夏には昼が長く冬には短くなる。太陽の高さは日光の入射角を決め、夏の時期には高くなり地表の単位面積当たりのエネルギー量が多くなる。また夏には日照時間が延びることもエネルギーを増やす。冬にはこれらが逆に働き、結果として季節ができる。
この季節の一巡は、天文学的には春分から次の春分までを指し、これは太陽年（回帰年）と呼ばれる。この見た目の太陽運行は、太陽を公転する地球の自転軸（地軸）が公転面に対して約23.44度傾いているために生じる。これは赤道傾斜角と言われ、地球が春分点にある位置から太陽周回軌道（公転軌道）をほぼ1周すると、太陽に対するこの傾いた地軸が同じ位置になり、ふたたび春分点に太陽が来る。これが季節の一巡となる。
しかし、地球の自転軸や公転時間は一定していない。傾いた地球自転軸は、コマが触れるようにその方向を変え、そのため春分点が1年あたり約50秒ずつ東へ移動している。これは歳差運動と呼ばれる。そのため、実は春分点への回帰を根拠とする太陽年では地球の公転上の位置が一定しておらず、1年で地球の公転方向と逆に角度約50秒（公転時間約マイナス20分）ずつずれてゆく。これは地球上では、年々ずれる春分点と、遠い距離の恒星がつくる星座の位置が変わってゆく現象として観察される。地球が正確に公転軌道を360度回転した「年」は、この恒星（慣性系）を基準にその位置が回帰した時間として定められ、これは恒星年と呼ばれる。

### 摂動の影響
基本的な天文学における1年を決める地球の公転はケプラーの法則に従う楕円軌道で定義され、歳差運動も一定ならば太陽年や恒星年に変化は生じないと思われる。しかし、ケプラーの法則は2つの天体についての運動をニュートン力学で解いたものであり、ここに第3の天体が加わると計算が非常に複雑となり、事実上近似値しか求められなくなる。このような他天体の影響による軌道の乱れは摂動と呼ばれる。サイモン・ニューカムはこれら摂動の影響を短い周期（短周期項）とゆっくりした周期（詳しくは長周期項と長年項）に分け、それらが断続的にケプラー運動の初期値に影響を与えると述べた。そして、この摂動によって地球の公転軌道は徐々に離心率が小さくなり恒星年が短くなると説明された。さらに摂動は自転軸の章動を起こし、公転速度に乱れを生じさせ恒星年に影響を与える。
また、公転軌道そのものも一定ではない。楕円の公転軌道も他惑星からの摂動によって回転しており、地球の近日点は1年で地球の公転方向側に角度約11秒ずつ（公転時間約4分）ずれてゆく。近日点通過後次に近日点の位置に地球がくるまでの時間を「近点年」（平均約365.25964日 ）というが、この年は恒星年よりも約4分長い。

### 自転の変化
一方、「年」を地球の自転によって決まる「日」で定義する場合、この自転そのものが段々と減速している事も知られている。摂動や潮汐などの影響と考えられているが、古代の日食記録やサンゴ組織の「日」単位の粗密（日輪）の調査などから約5億年前の1日は短かったことが判明しており、当時の1年は約400日だったと考えられる。

## 人為的に定義された年
初期の人類が時間を認識する基礎は、季節の観念だったと考えられる。これは狩猟採集社会において獲物や収穫を左右する要因に大きく影響を及ぼしたからである。ただしその当時どこまで厳密な「年」の概念を持っていたかは定かでない。イギリスにある新石器時代の遺跡ストーンヘンジは一種の天体観測台であり、夏至や冬至の時期を知るカレンダーの機能を持っていたと考えられる。

### 太陰暦と太陰太陽暦
日次を認識する際、天体の月が相（満ち欠け）を起こす様子は便利だった。そこから新月から次の新月までの周期である1朔望月（約29.53日）を基礎に置いた暦である太陰暦が発達した。この暦では、平均朔望月（約29.53059日）から1か月を29または30日とし、その12倍（太陰年=約354.36708日）を暦年と定めたが、季節の循環と毎年10日ほどのずれが生じることになった。この暦は遊牧民族や漁撈中心の社会に適し、地域では古代メソポタミア、エジプト、ギリシア、中国で発達した。現代でもイスラムで使われるヒジュラ暦は太陰暦であり、1年は354または355日となる。
しかし太陰暦は季節の期とのずれが激しく、気候変化に根付いた時間感覚との違和感が大きく農耕民族にとっては使いにくい。古代ギリシアの数学者メトンは、19太陽年と235朔望月にほぼ合うことを見つけ、太陰暦の19年に7度追加の月（閏月）を挿入するメトン周期を発案した。これによると、1年は平均して365.263日となる。この周期はバビロニアや中国でも独自に発見され、太陽年と太陰暦を置閏法で調整し特定の年を13か月とする太陰太陽暦が発達した。

### 太陽暦
地球の公転を基礎に置く太陽暦を発達させた古代文明にエジプトがある。この地で発達した根底には一定の期間で発生するナイル川の洪水があった。これを基準に季節を3つの期に分け、アケト（洪水）、ペロイェト（芽生え）、ショム（欠乏）と呼んでいた。この期がそれぞれ4朔望月とほぼ一致することから、当初はエジプトでも太陰暦が用いられていた。ところが彼らは、洪水が起こり始める夏の時期には太陽が昇る直前の東の空にシリウスが輝くという天文現象に気づいた。エジプト人はシリウスを神ソプデトと崇め、夏至を基準とする暦法を作り出した。当初、これは朔望月を基準に3年に1度閏月を加える1年を354日とする「太陰星暦」とも呼べる暦法だったが、紀元前2700年ごろに1か月を30日とし別に5日の祭日を設けた1年を365日とするシリウス暦に改められた。この30日の12倍に余りの5日を1年とする暦法は古代エチオピアや古代インドのパーシ教徒でも用いられた。古代エジプトでは、やがてシリウス（恒星）と太陽の運行には若干の差がある事が認識され、プトレマイオス3世治世時に4年に1度閏日を加え、1年を平均365.25日とする暦法が制定された。

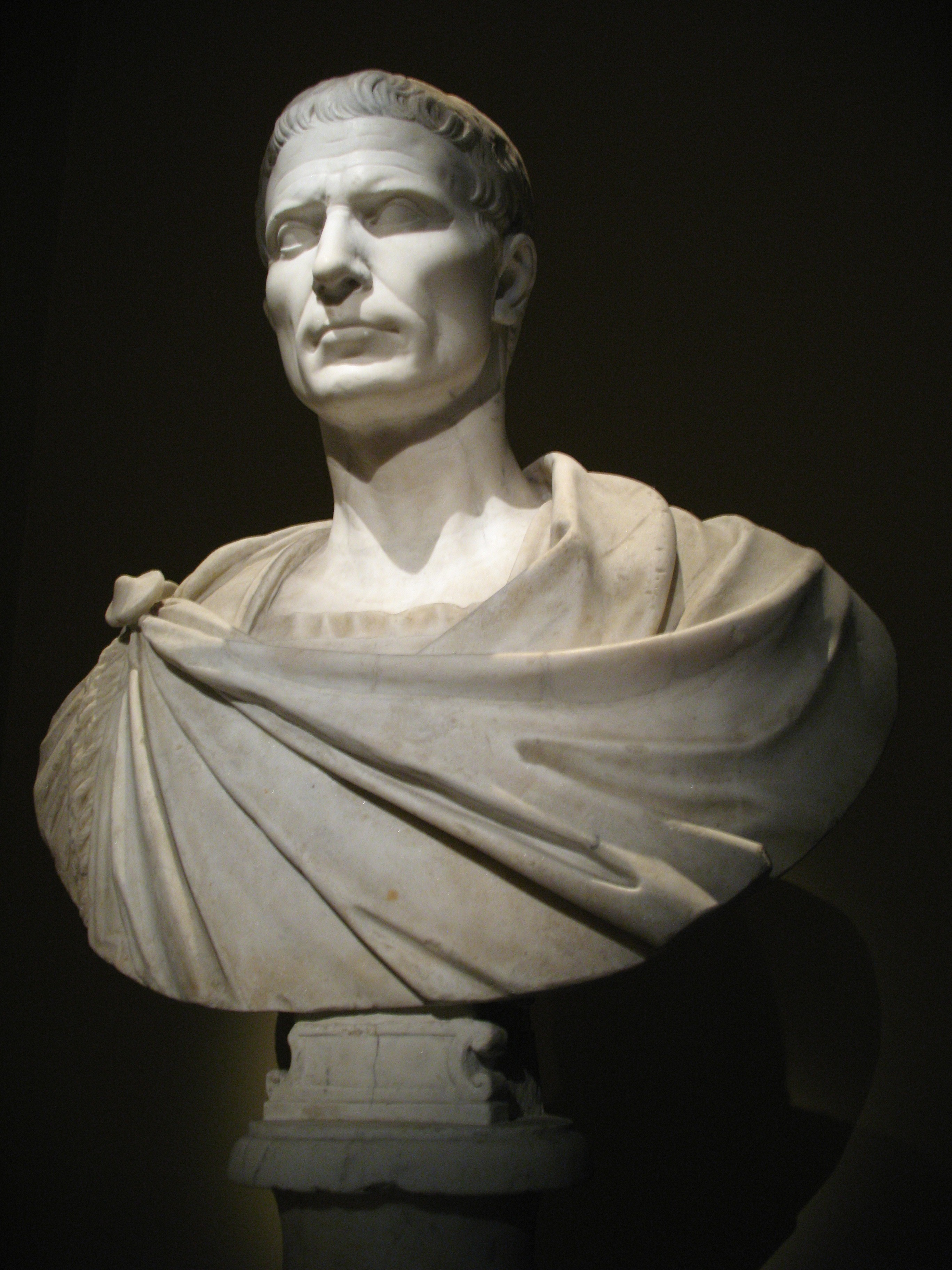
ガイウス・ユリウス・カエサル（ジュリアス・シーザー）

共和政ローマの実権を握ったガイウス・ユリウス・カエサルは、紀元前46年に1年を平均365.25日とするエジプトの太陽暦を導入した。彼の死後、一時混乱して閏年を3年に1度とする平均365.3333日の運用もなされたが、紀元8年にアウグストゥスが修正を施し平均365.25日へ戻された。ローマ帝国の拡大に伴い、ユリウス暦はヨーロッパのほぼ全土・アフリカ北部から中近東に至る広い地域で用いられた。このユリウス暦でも1年当たり約11分14秒長かったため、やがて春分日との誤差が顕著になった。1582年、ローマ教皇グレゴリウス13世によって400年間に97回の閏年を設けるグレゴリオ暦へ改暦され、1年は365.2425日となった。この年単位は当初はカトリック諸国のみの採用に留まっていた。しかし暦として優れている点が徐々に認められ、プロテスタント諸国には18世紀以降、ギリシア正教諸国も19世紀には、非キリスト教国では1873年の日本 を皮切りに、20世紀中には世界中のほとんどの国が採用する西暦（世界標準暦）として用いられるようになった。
マヤ暦
メソアメリカ文明では、エジプトとは独立に太陽暦を確立していた。メソアメリカには20日の月が18と5日の余日から構成される365日を1年とする暦と、13日の数字による周期と20日の日名による周期が別々に動き、260日で元に戻る宗教暦が用いられた。

### ユリウス年
天文学では計量の単位としての「年」として、1年を正確に365.25日とするユリウス年を用いる。したがって、1ユリウス年は、国際単位系における31 557 600秒（正確に）と定義されている。

### ユリウス通日
日付（年月日）と日数が、改暦による時期やそれぞれの地域によって統一されていないことから生じるさまざまな不具合に対して考案された基準がユリウス通日（または、「ユリウス日」）である。
ユリウス通日は、紀元前4713年1月1日（または、-4712年1月1日）の正午を起点とした通日である。1582年に実施されたユリウス暦からグレゴリオ暦への改暦によって、さまざまな混乱が生じることを懸念して、スカリゲル（ジョゼフ＝ジュスト・スカリジェ）（1540年-1609年）が考案した。

## 派生単位
10年を「十年紀」(decade)、1000年を「千年紀」（ミレニアム）と呼ぶ。また、100年を「世紀」と言うが、これは西暦元年から100年刻みの時代区分を指す。
1年の半分の6か月のことを「半年（はんとし、はんねん）」という。また、会計年度などで一つの年度を6か月ずつの半期に分けて、前の半期（前期）を「上半期（かみはんき）」、後の半期（後期）を「下半期（しもはんき）」ともいう。さらに、1年を3か月単位の4分の1に分けたものを「四半期（しはんき）」（クォーター、英語:quarter）といい、年や年度の初めから順に第1四半期・第2四半期・第3四半期・第4四半期と呼ぶ。英語圏では "Q1,Q2,Q3,Q4" と略す。
SI接頭語の使用
天文学・地質学・古生物学などでは、以下のような単位が使用される。
1000年 ka（kilo annumの略、annum はラテン語で年を意味する）, ky, kyr
100万年 Ma, My, Myr、
10億年 Ga, Gy, Gyr
これらはそれぞれ「キロ年」「メガ年」「ギガ年」の意味だが、日本語では接頭語も訳して呼ぶ。
地殻変動など非常に遅い速度を表すのに、「ミリメートル毎年」（mm/y, mm/yr）、「センチメートル毎年」（cm/y, cm/yr）が使われる。資源などの産出量は「トン毎年」（t/y, t/yr）などが使われるが、年当たりなのは自明とみなし単にトンなどと表すことが多い。他にもさまざまな量が年当たりで算出されるが、毎年は省略することが多い。
光年
ユリウス年を使って定義される長さの単位に「光年」（ly）がある。これは光速度とユリウス年との積に等しい。1光年は正確に 9 460 730 472 580 800 m である。

## 紀年法
紀年法には、ある起点から期間を区切らず無限に年数が加算されていく紀元、君主や統治者、その他さまざまな制限によって期限を区切られる元号、一定の期間で循環する周期によって年を表わす方法が存在する。周期による紀年法の例としては、古代ギリシアにおけるオリンピアード（オリンピア紀元）や、干支などが挙げられる。
現代においてはキリスト紀元（西暦）が最も多くの国で使われていて、国際標準化機構のISO 8601ではアラビア数字4桁で表記するよう定められている。また、西暦と独自の紀年法を併記する場合がある。新聞を例に取ると、例えば日本では西暦2020年に対して、元号を用いる「令和2年」。ほかのアジア諸国では、中華民国（台湾）では「民国109年」（聯合報）、朝鮮民主主義人民共和国（北朝鮮）では「主体109年」（コリアンニュース）、大韓民国（韓国）では「檀君紀元4353年」（朝鮮日報）、イスラム教国でもエジプト（アル・アハラム）やブルネイ（ブリタブルネイ）を例に取ると「ヒジュラ太陰暦1442年」が併記される。

## 年初
現在の一年の始まり（年初・歳首）は元日（1月1日）であるが、これには天文学的または宗教・思想的な意味は無い。グレゴリオ暦の基礎となったローマ暦では、紀元前735年に始まった当初、一年の始まりを現在の3月 (Martius) 初日に置いていた。後にガイウス・ユリウス・カエサル（ユリウス・シーザー）がエジプトから導入した太陽暦へ切り替えた紀元前47年に、冬至に近かった 1月 (Januarius) の初日を一年の始まりと改めたことが現在まで引き継がれている。日本語では暦月名は一月、二月、と序数で数え上げるが、西洋の暦の暦月名はそうではない。巡回する12の固有な名前の「どれが年初か」は必ずしも自明ではなく、Martiusを年初の暦月とするか、Januariusを年初の暦月とするかは自由度があるのである（これは曜日を数で数えない言語で「週」が日曜から始まるか月曜から始まるか議論があるのと似ている）。
しかし、文化圏や民族によって一年の始まりは様々であった。温帯地方では太陽運行上の節目に当る冬至や春分、または夏至（エジプトなど）、秋分（ユダヤ暦）を年初と置いていた。シュメールでは各都市ごとに暦が統一されていなかったため、年初も春分が多かったものの、夏至や秋分を年初とする都市も存在し、春分近くを年初とする暦に統一されたのはバビロン第1王朝の時代だった。古代ギリシア暦においても都市間で年初が異なることは同様であり、アテナイでは夏至基準、スパルタでは秋分を基準としていずれも次の新月を年初とした。農業中心の社会ではローマ暦のように春を年初とみなす場合が多かった。他の太陽暦でも、現在の9月11-12日を年初とするエチオピア暦、8月26日から始まったパーシ暦、現在の9月22-24日を年初としたフランス革命暦（1793年11月24日～1805年12月31日、元日に相当する日はヴァンデミエール（葡萄月）1日）もあった。中国においても春秋戦国時代には周が冬至、楚が立冬、魏が立春を正月とするなど各国によってバラバラであったが、立春を年初とした秦が中国を統一し、漢の時代には立春を年初の基準とすることが定着した。
中世ヨーロッパでは、基本的にユリウス暦を用いながらも、年初は地域によってばらばらだった。それらは主にキリスト教にとって重要な日を選び、イエス・キリスト生誕日であるクリスマスの12月25日、受胎告知の3月25日、そしてキリスト教で最も重視され太陽暦では固定できなかった復活祭。1月1日を主の割礼祭として年初に据えることもあったが、一般的ではなかった。
1564年にフランスのシャルル9世が、年初を冬至に近い1月1日へ固定した。当初これには国内の反発があったが3年後には議会で採択され正式に発令され、さらにこれは1582年のグレゴリオ暦採用時にも再度定められた。しかしこの定めはキリスト教圏にすぐに広がったわけではなく、例えばイギリスが1月1日を年初としたのは1752年であった。

## その他の年

### 長大な時間
歴史学や天文学などにおいて、何かしらの概念に基づく長大な時間に対し固有名詞をつけて「何々年」と呼ぶ場合がある。古代ギリシアの哲学者プラトンは歴史とは循環するものと考え、『テアイテトス』にて、その周期を36,000年と試算した。36,000は「完全数」の名で呼ばれ、これは「プラトン大年(magnus Platonicus annus)」「大年(great year)」「プラトン年 (Platonic Year)」「プラトン的転回 (Platonic Revolution)」と呼ばれ、地球を回る8天体(太陽と7惑星)が元の位置に戻るのに要する時間をいい、宇宙の更新が行われる聖なる周期と考えられていた。
現代では、歳差運動によって春分点が移動して一周する約26,000年に対し、「大年(great year)」 の名が与えられている。さらに、太陽系が秒速200kmの速度で銀河系を一周する期間である約2億年も、銀河年 (Galactic year) という名称で呼ばれる。

### 他の惑星の公転
年が地球の公転周期を基礎にしていることから転じ、他の惑星の公転周期についても「年」という表記が使われる。例えば「水星年」、「火星の一年」などである。このような用語を使う際、混同を避けるために地球の1年は「地球年」 (earth year) とも呼ばれる。

### 天文単位の基準
ガウス年 : 2π / k = 約365.256 898日。k はガウス引力定数で k = 0.017 202 098 95（定義値）。かつては天文単位の換算などに使われた。現在では（2012年8月以降）天文単位はガウス引力定数とは関係なく、正確に149 597 870 700 m と定義されている。